# Departamentul Diffa
Diffa este un departament în Niger, localizat în partea de sud-est a regiunii Diffa.